# Gilbert Ballet
Gilbert Ballet (Ambazac, Alto Vienne, 29 de marzo de 1853-París, 17 de marzo de 1916) fue un neurólogo, psiquiatra e historiador de la medicina francés.
Ballet fue formado por Jean-Martin Charcot, con quien fue fundador de la clínica en el Hospital de la Pitié-Salpêtrière. En 1904 creó el servicio de psiquiatría del Hôtel-Dieu en París y en 1907 fue nombrado profesor de historia de la medicina en la Facultad de Medicina de París. En 1909 ocupa la cátedra muy codiciada de clínica de las enfermedades mentales y del encéfalo en el hospital Sainte-Anne. El mismo año fue elegido presidente de la Sociedad francesa de historia de la medicina.
El 30 de enero de 1912 fue nombrado por la Academia de las Ciencias francesa.
Ballet realizó trabajos importantes y numerosos: en 1903 publicó un Tratado de psiquiatría que siguió siendo la principal referencia de habla francesa durante casi cincuenta años. Es igualmente él quien describe y define la esquizofrenia paranoide en 1911. Por último, publicó varias obras sobre la historia de la medicina.